# Liste des ducs de Närke
Depuis le XVIe siècle, plusieurs princes ont été créés duc de Närke (en suédois, Hertig av Närke) par les rois de Suède successifs. Nominal depuis 1772, ce titre se transmet aussi à l’épouse du prince, qui est ainsi une duchesse consort.

## Liste des ducs et duchesses de Närke

### Maison Vasa
Sous la maison Vasa, trois princes ont porté ce titre :
1. le prince Charles de Suède (1550-1611), de 1560 (titré aussi duc de Södermanland et de Värmland) à sa montée sur le trône en 1604 (par testament à la mort du roi Gustave Ier Vasa) ; 
 titre transmis à son épouse, la princesse Marie (1561-1589), en tant que duchesse consort, de son mariage, en 1579, à sa mort en 1589 ; 
 titre transmis à sa seconde épouse, la princesse Christine (1573-1625), en tant que duchesse consort, de son mariage, en 1592, à 1604 ;
2. le prince Charles-Philippe de Suède (1601-1622), de 1607 (titré aussi duc de Södermanland et de Värmland) à sa mort  (par Charles IX de Suède) ;

#### Armoiries

Armoiries du prince Charles.
Armoiries de la princesse  Marie.
Armoiries de la princesse Christine.

### Maison Bernadotte
Sous la maison Bernadotte, un prince porté et porte ce titre :
1. le prince Eugène de Suède (1865-1947), de 1865 à sa mort en 1947 (par Charles XV de Suède et de Norvège) ;

#### Armoiries

Armoiries du prince Eugène de Suède de 1865 à 1905.